# 碧海藍天 (電影)
《碧海藍天》（法語：Le Grand Bleu）是法國電影導演盧·貝松於1988年完成與首映的經典作品。
此部電影的情節講述法國知名潛者賈克馬攸（Jacques Mayol）的故事，但大多為虛構情節。其風格有别於新浪潮派，攝影令人耳目一新。場景涉及南、北美洲與歐洲等地，內容主要描寫世界深潛競賽者情感以及其與海豚誠摯的互動故事。電子配樂亦動聽感人。
2016年中，推出168分鐘加長導演版。

## 影响
2009年的日本动画片东之伊甸第三集《Late Show之夜》中，男主角曾在自家别墅的小影院中为钟爱《碧海蓝天》(动画中因版权原因虚构片名为《The Cold Blue》)的女主角播放此片，且本集动画的标题Late Show即指此场景。